# Breakthrough Starshot

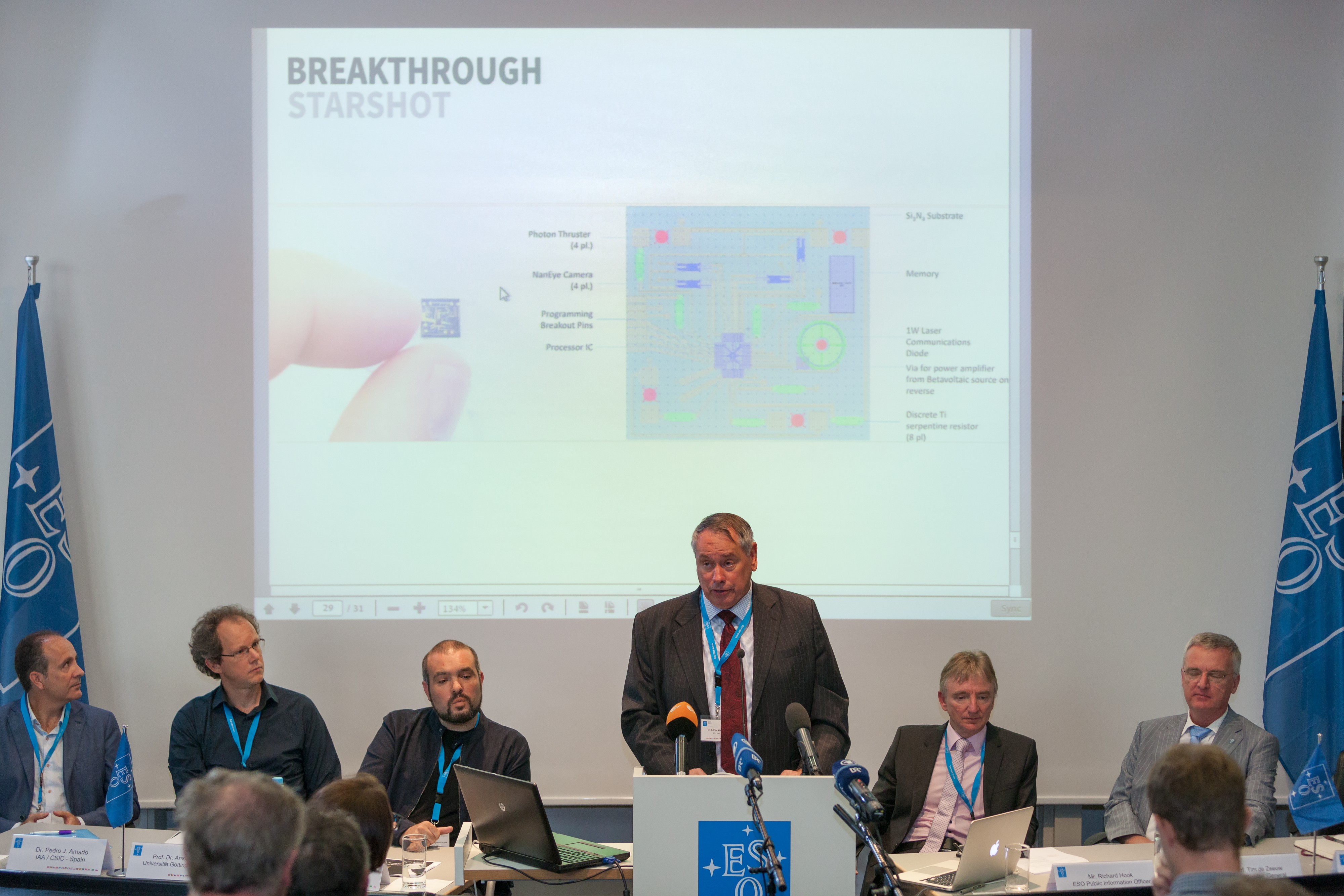
El 24 de agosto de 2016 (12:00 CET), ESO organizó una conferencia de prensa para discutir el anuncio de Proxima b en su sede en Garching, cerca de Múnich, Alemania. En esta imagen, el Dr. S. Pete Worden da un discurso.

Breakthrough Starshot (a veces traducido como Disparo estelar) es un proyecto de investigación e ingeniería desarrollado por el programa Breakthrough Initiatives que pretende desarrollar una flota de micronaves espaciales (conocidas como StarChip) impulsadas con velas solares capaces de viajar a Alfa Centauri (localizado a una distancia de 4,37 años luz) al 15% o 20 % de la velocidad de la luz (60 000 km/s o 215 millones de km/h), por lo que tardarían entre 20 y 30 años en alcanzar su destino, y otros 4 años en comunicar a la Tierra su llegada. El viaje planea también incluir un sobrevuelo sobre el planeta Próxima Centauri b, el cual posee características muy similares a la de la Tierra y también se encuentra en la zona habitable de su estrella. El concepto principal que permitiría poner en marcha este proyecto se explica en el artículo de Philip Lubin (de la Universidad de California en Santa Bárbara) titulado "Plan de trabajo para el vuelo interestelar", publicado en abril de 2015 en la revista científica British Interplanetary Society. El envío de una nave espacial ligera implicaría una matriz en etapas de varios kilómetros de láseres orientables por haz con una potencia de salida combinada y coherente de hasta 100 GW.

## Inicios del proyecto
El proyecto, que forma parte del programa Breakthrough Initiatives, y tiene un presupuesto de 100 millones de dólares para iniciar la investigación, fue anunciado el 12 de abril de 2016, durante un acto celebrado en Nueva York en el que participaron el físico, filántropo y empresario inversionista ruso Yuri Milner y el físico y cosmólogo Stephen Hawking que forman parte de la Junta Directiva, al igual que el filántropo y cofundador de Facebook Mark Zuckerberg. Yuri Milner estima que el presupuesto final podría ascender aproximadamente a unos 5 o 10000 millones de dólares, calculando que la primera nave podría ser lanzada al espacio alrededor del año 2037. El astrofísico Pete Worden es el director del programa, siendo esta su tercera ocasión de participar como director en una investigación espacial y el profesor Avi Loeb (Universidad de Harvard) preside la Junta Asesora para el proyecto.
En 2017, Stephen Hawking en una conferencia en el Festival Internacional Starmus dijo a la audiencia:

Nuestros recursos físicos se agotan a un ritmo alarmante. Hemos regalado a nuestro planeta el desastroso cambio climático. Temperaturas crecientes, reducción de los casquetes polares, deforestación y aniquilación de especies animales. Somos bastante ignorantes e irreflexivos. Estamos quedándonos sin espacio y los únicos espacios a los que podemos ir son otros mundo. Es hora de explorar otros sistemas solares. Diversificar puede ser lo único que nos salve de nosotros mismos. Es el momento de explorar otros sistemas solares. Expandirnos puede ser lo único que nos salve de nosotros mismos. Estoy convencido de que los humanos necesitan irse de la Tierra.

## Miembros del Comité
Comité de Gestión y Asesoría
- Pete Worden, Executive Director, Breakthrough Starshot; former Director of NASA Ames Research Center
- Avi Loeb, Chairman, Breakthrough Starshot Advisory Committee; Harvard University
- Jim Benford, Microwave Sciences
- Steven Chu, Nobel Prize winner, Stanford University
- Bruce Draine, Princeton University
- Ann Druyan, Cosmos Studios
- Freeman Dyson, Princeton Institute of Advanced Study
- Lou Friedman, Planetary Society, JPL
- Robert Fugate, Arctelum, LLC, New Mexico Tech
- Giancarlo Genta, Polytechnic University of Turin
- Olivier Guyon, University of Arizona
- Mae Jemison, 100 Year Starship
- Joan Johnson-Freese, US Naval War College
- Pete Klupar, Director of Engineering, Breakthrough Starshot; former Director of Engineering, NASA Ames Research Center
- Jeff Kuhn, University of Hawaii Institute for Astronomy
- Geoff Landis, SA Glenn Research Center
- Kelvin Long, Journal of the British Interplanetary Society
- Greg Matloff, New York City College of Technology
- Claire Max, University of California, Santa Cruz
- Kaya Nobuyuki, Kobe University
- Kevin Parkin, Parkin Research
- Mason Peck, Cornell University
- Saul Perlmutter, Nobel Prize winner, Breakthrough Prize winner, UC Berkeley and Lawrence Berkeley National Laboratory
- Martin Rees, Astronomer Royal
- Roald Sagdeev, University of Maryland
- Ed Turner, Princeton University, NAOJ

## Objetivos
El proyecto Breakthrough Starshot tiene como principal objetivo demostrar el concepto de la posibilidad de enviar nano-naves espaciales impulsadas por luz a larga distancia teniendo como principal destino el sistema estelar Alfa Centauri. Como objetivos secundarios estarían la exploración del sistema solar y la exploración, estudio y detección de asteroides que cruzan la Tierra. La nave espacial sobrevolaría y, posiblemente, podría fotografiar mundos similares a la Tierra que pudieran existir en el sistema.

### Posible objetivo, un planeta
En agosto del año 2016, el Observatorio Europeo Austral (European Southern Observatory-ESO) anunció la detección de un planeta en órbita alrededor de la estrella Próxima Centauri, tercera del sistema Alpha Centauri. El planeta, llamado Próxima Centauri b, orbita dentro de la zona habitable de su estrella, pudiendo ser un objetivo potencial para uno de los proyectos de Breakthrough Initiatives.
En enero del año 2017, Breakthrough Initiatives y el Observatorio Europeo Austral acordaron colaborar para buscar planetas habitables en el sistema estelar Alpha Centauri. El acuerdo incluía que Breakthrough Initiatives proporcionaría fondos para una actualización del instrumento VISIR (VLT Imager y espectrómetro para infrarrojo medio) en el Very Large Telescope (VLT) de ESO en Chile. Esta actualización aumentará en gran medida la probabilidad de detección de planetas en dicho sistema.

## Concepto

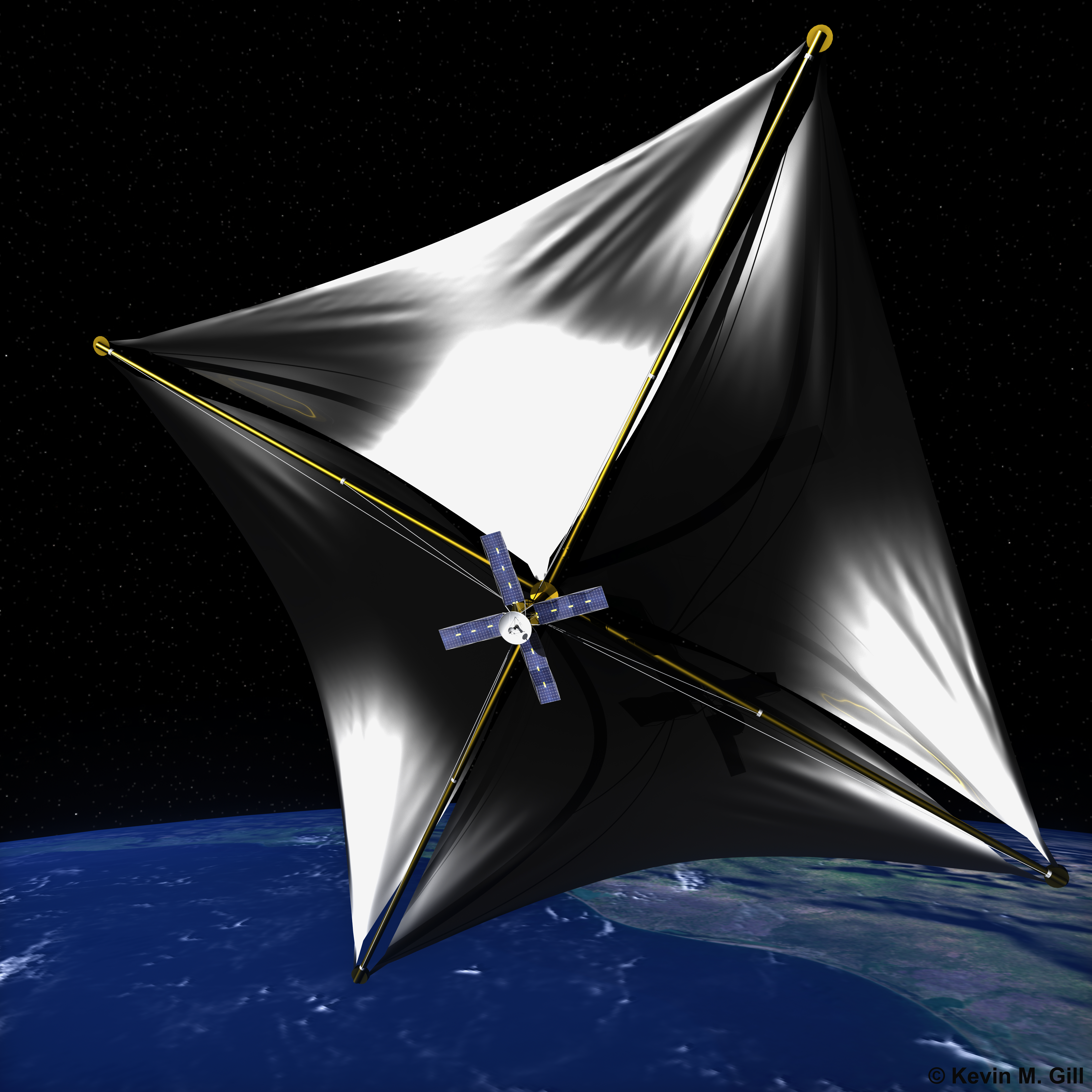
Diseño de una nave espacial equipada con una vela solar de 4mx4m (imagen artística). Las sondas del proyecto Breakthrough Starshot tendrán el tamaño de un sello postal

El concepto de Starshot consiste en el lanzamiento de una "nave nodriza" con una carga de miles de nano-naves espaciales (de unos centímetros de tamaño y pocos gramos de peso), que cuando alcancen una órbita de gran altura, serán liberadas y puestas en el espacio. A continuación, láseres de gran potencia desde la Tierra enfocarían un haz de luz para impulsar las velas de las naves una vez desplegadas, de manera individual, y acelerar su velocidad máxima en minutos, consiguiendo un promedio de 100 km/s2 y una energía de 1 TJ insuflado a cada vela (de 4×4 m).
Si las naves encuentran un planeta con características similares a las de la Tierra, en una órbita de la zona habitable del sistema Alfa Centauri (caso que se ha dado con los telescopios terrestres a finales de agosto de 2016) el proyecto intentará realizar la proeza de acercar las nano-naves a una distancia de 1 unidad astronómica (150 millones de kilómetros o 93 millones de millas) del planeta. A esa distancia, las cámaras de la nave pueden obtener datos gráficos de una calidad suficientemente alta como para conocer dichas características.
Cada nave tendría la posibilidad de transmitir datos a la Tierra mediante un sistema compacto de comunicaciones vía láser. El enjambre de miles de unidades compensaría la posible pérdida de naves causadas por colisiones con polvo interestelar camino de su destino. En un trabajo más reciente, se ha sugerido que las colisiones con los distintos materiales hallados en el espacio parece no ser un problema tan grave como se pensaba en un principio.

## Desafíos tecnológicos
La vela solar requiere una gran cantidad de energía: un láser con potencia de varios gigavatios (aproximadamente lo que genera una planta nuclear grande) proporcionaría solo unos newtons de empuje. Para compensarlo la nave espacial tiene que tener una masa de solo unos gramos, y deberá poseer el láser de la cámara, el ordenador, los sistemas de comunicación y una fuente de energía de plutonio, teniendo que ser todos miniaturizados. Todos los componentes tienen que estar perfectamente diseñados para soportar aceleración extrema, frío, el vacío y los protones, así como sobrevivir a colisiones con el polvo espacial.

## StarChip
StarChip es el nombre utilizado por la compañía Breakthrough Initiatives para la nave espacial interestelar de tamaño centimetral del programa Breakthrough Starshot, cuya propuesta de misión es impulsar una flota de mil StarChips en un viaje al sistema estelar Alfa Centauri, estrellas extrasolares más cercanas, situadas a unos 4,37 años luz de la Tierra. El viaje incluiría un sobrevuelo de Próxima Centauri b, exoplaneta del tamaño de la Tierra que se encuentra en la zona habitable de su estrella anfitriona. Las nanonaves robóticas ultraligeras StarChip, equipadas con velas solares, están programadas para viajar a velocidades de 20% y 15% de la velocidad de la luz, llevándoles entre 20 y 30 años para alcanzar el sistema estelar, respectivamente, y aproximadamente 4 años para notificar a la Tierra el éxito de la misión. Los principios conceptuales para permitir el viaje interestelar se describieron en "Una hoja de ruta hacia el vuelo interestelar", por Philip Lubin de la Universidad de California en Santa Bárbara, que es asesor del proyecto Starshot.
En julio de 2017, los científicos anunciaron que los precursores de StarChip, llamados Sprites, fueron lanzados con éxito con un cohete Polar Satellite Launch Vehicle desarrollado por la Agencia India de Investigación Espacial desde el del Centro Espacial Satish Dhawan.

### Componentes
Se espera que cada nanonave espacial StarChip estén equipadas con cámaras miniaturizadas, equipo de navegación, equipo de comunicación, propulsores de fotones y una fuente de alimentación. Además, cada nanonave estaría equipada con un medidor de luz, hecho de materiales livianos, con un peso cercano al gramo.

#### Cámaras
Se prevén cuatro cámaras digitales a escala de subgramo, cada una con una resolución mínima de 2 megapíxeles.

#### Procesadores
También están previsto que lleven cuatro procesadores también a escala de subgramo.

#### Propulsores de fotones
Sería cuatro los propulsores de fotones a escala de subgramo, cada uno con la capacidad funcional de mínimo un nivel de láser de diodo de 1W.

#### Batería
Equipado con una batería nuclear de 150 mg, impulsada por plutonio-238 o americio-241.

#### Capa protectora
Estará protegido con una capa, posiblemente hecha de cobre al berilio, para así proteger la nanopartícula de las colisiones de polvo y la erosión por partículas atómicas.

#### Vela solar
La vela solar no podrá ser mayor de 4 por 4 metros (13 por 13 pies), posiblemente estará compuesta por material a base de grafeno, que debería ser muy delgado y tener la capacidad de reflejar el rayo láser mientras absorbe solo una pequeña fracción de la energía incidente, o vaporizaría la vela.

### Destinos potenciales
La siguiente tabla enumera posibles destinos para viajes fotogravitacionales similares. Los "tiempo de viaje" indican la duración del viaje de la nave espacial a la estrella y su entrada en órbita alrededor de la misma (usando la presión de fotones para maniobras similares al aerofrenado).
| Nombre           | Tiempo de viaje (Años) | Distancia (Años luz) | Luminosidad (L☉) |
| ---------------- | ---------------------- | -------------------- | ---------------- |
| Proxima Centauri | 121                    | 4,2                  | 0,00005          |
| α Centauri A     | 101,25                 | 4,36                 | 1,52             |
| α Centauri B     | 147,58                 | 4,36                 | 0,50             |
| Sirius A         | 68,90                  | 8,58                 | 24,20            |
| Procyon A        | 154,06                 | 11,44                | 6,94             |
| Vega             | 167,39                 | 25,02                | 50,05            |
| Altair           | 176,67                 | 16,69                | 10,70            |
| Fomalhaut A      | 221,33                 | 25,13                | 16,67            |
| Denebola         | 325,56                 | 35,78                | 14,66            |
| Castor A         | 341,35                 | 50,98                | 49,85            |
| Epsilon Eridiani | 363,35                 | 10,50                | 0,50             |

Asistencias sucesivas en α Cen A y B podría permitir que los tiempos de viaje a 75 años a ambas estrellas.
La vela solar tiene una relación masa-superficie nominal (σnom) de 8,6 × 10−4 gramos m−2para una vela nominal de clase de grafeno.
Área de la vela solar, cerca de 105 m² = (316 m)2
Velocidad hasta 37.300 km s−1 (12,5% c)

### Otras aplicaciones
El físico alemán Claudius Gros propuso que la tecnología Breakthrough Starshot podría utilizarse en un segundo paso para establecer una biosfera de microbios unicelulares en exoplanetas habitables transitoriamente. Una sonda Génesis viajaría a velocidades más bajas, alrededor del 0.3% de la velocidad de la luz. Por lo tanto, así podría desacelerarse utilizando una vela magnética.